# José Carlos de Lima Vaz
Dom José Carlos de Lima Vaz, SJ (Ouro Preto, 26 de agosto de 1928 – Pouso Alegre, 9 de julho de 2008) foi um jesuíta e bispo católico brasileiro, bispo emérito de Petrópolis.

## Biografia
Terminados os estudos secundários em Belo Horizonte e Rio de Janeiro, entrou em 1944 no noviciado dos jesuítas em Nova Friburgo, RJ. Fez os estudos eclesiásticos em Nova Friburgo e Comillas (Espanha), onde foi ordenado sacerdote dia 15 de julho de 1957, e o magistério no Colégio São Luís, em São Paulo.
Depois do curso de Química na USP, em São Paulo, foi diretor da Escola Técnica de Eletrônica em Santa Rita do Sapucaí, (MG, 1963-1973). Foi reitor da Universidade Católica de Goiás (Goiânia, GO, 1973-1979), vice-reitor da PUC-RJ (Rio de Janeiro, RJ, 1980-1984), diretor arquidiocesano do Apostolado da Oração e Superior da Igreja de São Gonçalo (São Paulo).
Foi sagrado bispo auxiliar do Rio de Janeiro em 7 de março de 1987. Transferido para Petrópolis, tomou posse como bispo diocesano a 13 de janeiro de 1996. Foi vice-assistente nacional das Congregações Marianas do Brasil e membro da comissão nacional da Renovação Carismática Católica.
Faleceu aos 79 anos após um período em coma hospitalar. Seu corpo foi sepultado em Santa Rita do Sapucaí, no estado de Minas Gerais.